# 陀槍師姐系列
《陀槍師姐系列》（英語：Armed Reaction Series），别名为女警本色系列，是香港無綫電視時裝警匪劇集系列，曾在1998年播映，該系列描述了本剧讲述陳三元、朱素娥、卫英姿与戴安娜四个性格不同的女性成为陀枪女警后的工作和生活，以及她们面对来自生活与情感的烦恼所作出的不同选择和成长。
為連續於貫性劇集、第一輯至第四輯擔任監製為鄺業生，第五輯由方駿釗擔任無綫電視監製。第一輯至第四輯由電視廣播有限公司出品，而第五輯由上海腾讯企鹅影视文化传播有限公司和電視廣播有限公司聯合出品。
全輯的演員有滕麗名、朱咪咪、李成昌、陳勉良等。雖然李成昌和陳勉良有在此全系列，卻角色不一樣。

## 電視劇
| 劇集名稱     | 首播日期                    | 集數 | 導演/監製 |
| 陀槍師姐     | 1998年7月6日－1998年7月31日 | 20   | 邝业生    |
| 陀槍師姐II   | 2000年5月29日－2000年7月8日 | 32   | 邝业生    |
| 陀槍師姐III  | 2001年7月9日－2001年8月18日 | 32   | 邝业生    |
| 陀槍師姐IV   | 2004年2月16日－2004年4月9日 | 40   | 邝业生    |
| 陀槍師姐2021 | 2021年1月25日－2021年3月5日 | 30   | 方骏钊    |

## 每輯重點
| 劇集名稱     | 主要演員 | 集數 | 反派                                         |
| 陀槍師姐     | 歐陽震華、關詠荷、魏駿傑、滕麗名、馬德鐘、李成昌、朱咪咪                                                                   | 20   | 王俊棠、林其欣                               |
| 陀槍師姐II   | 歐陽震華、關詠荷、魏駿傑、滕麗名、張兆輝、李成昌、馬德鐘、朱咪咪、姚瑩瑩                                                   | 32   | 王俊棠、劉家輝、梁健平、戴耀明、駱達華       |
| 陀槍師姐III  | 歐陽震華、蔡少芬、魏駿傑、滕麗名、夏雨、朱咪咪、蔡子健、康華、李成昌、歐瑞偉                                               | 32   | 王俊棠、邱萬城、林敬剛、黃德斌、駱達華、陳豪 |
| 陀槍師姐IV   | 歐陽震華、蔡少芬、滕麗名、魏駿傑、林文龍、蒙嘉慧、夏雨、朱咪咪、麥長青、張慧儀、康華、李成昌、歐瑞偉、黃美棋               | 40   | 麥長青、蔡康年、張慧儀、王俊棠               |
| 陀槍師姐2021 | 宣萱、陳豪、滕麗名、羅子溢、許紹雄、洪永城、鄧佩儀、鄭俊弘、海俊傑、關曜儁、李成昌、盧宛茵、林穎彤、趙永洪、黃建東、張彥博 | 30   | 洪永城、潘志文、鄭俊弘、李成昌               |

## 系列大綱

### 陀槍師姐
陳三元（滕麗名飾）自小受叔叔陳小生（歐陽震華飾）影響，大學畢業後便投身警界，做其陀槍女警，亦因而認識了當文職的師姐朱素娥（關詠荷飾），娥乃 一失婚婦女，加入警隊只是因為職高薪厚。 娥本以為自己幸福美滿，豈料丈夫竟有婚外情，娥傷心欲絕，離婚後為了生活唯有申請陀槍，搏扎升職。 此時，娥亦結識了小生，二人更由鬥氣冤家，漸漸變成愛侶。
三元因表現出色被調往“反色情組”跟辦事嚴謹的程峰（魏駿傑飾）合作，二人因意見紛歧，時有衝突。 幸後彼此相互了解，化敵為友，成了一對好“兄弟”！ 但一次偶然，元發現對峰已種下感情，但當...

### 陀槍師姐II
陀槍師姐朱素娥（關詠荷飾）與陳小生（歐陽震華飾）在上一輯的結合，原來只是生的幻想，朱素娥對婚姻缺乏信心，決定用一年時間觀察陳小生的表現。工作上，朱素娥被升為沙展，並調往EU(衝鋒隊)，以其獨特性格去領導一群男子漢，遇到了前所未有的挫折，故寄望陳小生可加快升職，穩定經濟，讓其可託付終身。
陳小生被朱素娥壓至透不過氣之時，結識了一靚女鄰居沈翹（姚瑩瑩飾），翹浪漫獨立，與生非常合拍，更主動向生示愛，生與娥之感情遂亮起紅燈。
另一方面，女警陳三元（滕麗名飾）與程鋒（魏駿傑飾）雖順利結成夫婦，但由於兩人均好強，婚後常起衝突，工作上亦互相對峙，元毅然申請調職，加入了衝鋒隊。 自此，鋒與元聚少離多，鋒寂寞難耐下到酒吧賣醉，竟與一女郎發生一夜情，元知悉後憤然與鋒分居。為與鋒拗氣，元過份冒險地追查一宗“的士色魔”案件，卻不慎落入魔掌。

### 陀槍師姐III
承接第一、二輯的陀槍師姐，第一代陀槍師姐陳三元（滕麗名飾）在這一輯將會接受新的考驗，與新紮師姐衛英姿（蔡少芬飾）同時進入警察交通部，當鐵騎女警。其時三元剛升職為見習督察，與英姿同隸屬交通部西九龍警區其中一小隊。英姿與父衛英雄相依為命，雄年輕時為飛車特技人，在行內甚有名聲，英姿受雄影響，自少便對車有濃厚興趣，英姿投考警員當交通警，亦因為能駕著車在公路上飛馳。英姿第一天上班，便遇上高級督察陳小生（歐陽震華飾），差點發生交通意外，二人均對對方俱留下不好印象，其後生每次見到她，總有事發生，令生認定姿是自己剋星，對她敬而遠之。元是英姿的上司，二人因為身份有別、性格各異，且面對這樣特殊的工作環境，對事情的處理常有不同看法，合作欠缺默契，不斷產生摩擦和衝突。三元覺姿處事太不成熟，又喜藉故飛車，對她甚為不滿，認為她不適合當交通警，欲把她調走。及後二人在一次追捕辣手飛車黨的行動中，英姿憑超卓駕駛技術勇救三元之餘，更把匪徒繩之於法，自此二人前嫌盡釋、互相配搭，成為工作上的好拍檔、工作以外的好朋友。
三元為應付見習期內能夠升為正式督察，她決定全心專注在工作上。但因此不得不把家庭及一對可愛的兒女置於次要位置；久而久之，丈夫程峰（魏駿傑飾）亦開始有微言，二人無法遷就，摩擦日深。 那邊廂，生為調查案件，因常到心意吧而認識王素心，並與雄發生誤會，可是二人最後竟化敵為友，後來更成莫逆之交。可惜英姿的極速追截飛車的行為，始終得不到上司的認同，最後更把英姿調往生帶領的特遣特遣隊中。英姿覺特遣隊的工作十分瑣碎無聊，而上司生的工作態度散漫、處事又不認真，結果不斷地發生摩擦。但隨著合作日久，英姿發覺生並非想像般懶散，及後知悉生與娥的前事，始知生原來是個長情的人，對他改觀，二人開始成好友。 而姿一直暗戀年青有為的榮兆佳（蔡子健飾），但卻缺乏表白勇氣，生遂成為英姿的戀愛顧問，可是當二人成為情侶後，英姿才察覺到，心裡的真愛原來是一直在自己身邊而非別人。
另一方面，三元與峰關係越來越惡劣，幸姿從旁開解勸導，三元才醒覺一直只為工作而忽略家人，正當元想補救之際，一次無心之失的意外，令二人離婚收場！與此同時，英姿終衝破重重障礙，決定與心上人一起，可是卻遭雄從中阻止、極力反對。究竟三元、英姿二人能否與心上人終成眷屬，且看新一代陀槍師姐。

### 陀槍師姐IV
陀槍精英原班人馬再度出擊，掃蕩黑幫以黑制黑。黑幫“洪英社”龍頭蔣權之女蔣天穎（張慧儀飾）與手下頭目麥耀東為爭奪地盤起爭執，權以社團龍頭身份主持大局，要東與穎劃定界線，各自為政。東對權的決定大表不滿，認為權偏袒穎。東肆意擴展業務，實行高調經營色情場所。警方見“洪英社”漠視法紀，於區內經營色情場所，遂以O記警司鄺梓鍵（林文龍飾）為首，再以特遣隊及重案組配合，展開名為“火玫瑰”的大規模掃黃行動。 由此引發一場警匪大戰……
特遣隊高級督察陈小生（歐陽震華飾）與衛英姿（蔡少芬飾）共賦同居，但惡夢卻接踵而來，姿接二連三與生髮生衝突及誤會，終提出分手。另方面，陈三元（滕麗名飾）再度懷孕，卻被診斷出患上毒血症，如要扣住胎兒必須以自己的性命作賭注。
重案組督察程峰（魏駿傑飾）面臨家庭的重大危機之餘，另一方面又要打擊黑幫“洪英社”。 就在正邪衝突達白熱化時，“洪英社”新任龍頭穎向峰示愛，峰將如何抉擇？重案組督察峰為蒐集黑幫“洪英社”新任龍頭天穎的犯罪證據，佯裝接受穎的追求。天穎得其夫成展才（麥長青飾）協助，順利與毒販何濟合作販賣軟性毒品。 警方臥底豪得知穎將有毒品交易，遂用波斯密碼通知峰交易地點，峰到場發現撲空，始知是穎設的局。豪臥底身份被穎揭發，程峰為救豪與穎起爭執，展才突然出現，一怒之下錯手殺害穎，並將事件嫁禍峰。“洪英社”中人推舉展才做龍頭掌管社團事條。程峰在生日當天被展才襲擊至重傷，展才更將程峰與其車一同推落海。 特遣隊高級督察小生查得才篤信命理，以程峰是其剋星騙才入局，才拒捕終被生擊斃。
另一方面，英姿與O記警司鍵、生與法證部鑑證主任晴（蒙嘉慧飾）各自在感情上有新的發展，但晴卻在與生結婚前離港，英姿鼓勵生追回晴。而三元對峰的失踪仍存希望，深信程峰尚在人間，繼續四處尋峰下落…

### 陀槍師姐2021
在《陀槍師姐IV》的故事發生十幾年之後，督察戴安娜（宣萱飾）一直安逸於檔案管理的後勤崗位，因緣際會跟元祖級陀槍師姐陳三元（滕麗名飾）、飛虎隊男神蒙漢森（陳豪飾）合力破案後，被上司韋展超（許紹雄飾）安排加入懸案小組，與一班各有「特色」的警員，在漢森帶領下追查外界不關注的懸案。漢森不滿安娜而互相鬥法，直至揭露安娜因曾被脅持而恐懼用槍，反令二人擦出愛火花！安娜重遇多年前慘遭滅門的補習學生劉達華（羅子溢飾），他卻加入了黑道……在感情與內疚推動下，安娜能否拿回手槍重新振作，成就新一代的「陀槍師姐」？

## 演員表
- 註：演員以粗字代表為本輯角色，另外角色被粗字代表為很多次登場（在本輯集數）。
- 註：(警)= 警察、(证)= 法证、（士）= 的士司机、（车）= 修车人员、（反）= 反派、（卧）卧底、（酒）= 酒吧人员

| 演員       | 角色                      | 陀枪师姐 （第一輯） | 陀枪师姐II （第二輯） | 陀枪师姐III （第三輯） | 陀枪师姐IV （第四輯） | 陀枪师姐2021 （第五輯） |  |
| 欧阳震华   | 陈小生（警）              |                     |                       |                        |                       |                         |  |
| 关咏荷     | 朱素娥（警）              |                     |                       |                        |                       |                         |  |
| 关咏荷     | 何金铃                    |                     |                       |                        |                       |                         |  |
| 蔡少芬     | 卫英姿（警）              |                     |                       |                        |                       |                         |  |
| 魏骏杰     | 程 峰（警）               |                     |                       |                        |                       |                         |  |
| 滕麗名     | 陳三元（警）              |                     |                       |                        |                       |                         |  |
| 张兆辉     | 杨光照（士）              |                     |                       |                        |                       |                         |  |
| 林文龙     | 邝梓键（警）              |                     |                       |                        |                       |                         |  |
| 蒙嘉慧     | 方 晴（证）               |                     |                       |                        |                       |                         |  |
| 宣 萱      | 戴安娜（警）              |                     |                       |                        |                       |                         |  |
| 陈 豪      | 陳耀揚（反）              |                     |                       |                        |                       |                         |  |
| 陈 豪      | 蒙漢森（警）              |                     |                       |                        |                       |                         |  |
| 罗子溢     | 劉達華（警）、（卧）      |                     |                       |                        |                       |                         |  |
| 许绍雄     | 韋展超（警）              |                     |                       |                        |                       |                         |  |
| 朱咪咪     | 王二妹                    |                     |                       |                        |                       |                         |  |
| 梁雪湄     | 陈四喜                    |                     |                       |                        |                       |                         |  |
| 姚乐怡     | 陈五福                    |                     |                       |                        |                       |                         |  |
| 馬俊榮     | 程嘉嘉                    |                     |                       |                        |                       |                         |  |
| 成珈瑩     | 程莎莎                    |                     |                       |                        |                       |                         |  |
| 黄美棋     | 程莎莎                    |                     |                       |                        |                       |                         |  |
| 张锦程     | 余永财                    |                     |                       |                        |                       |                         |  |
| 陳勉良     | 師傅昌                    |                     |                       |                        |                       | 乾坤冰室                |  |
| 黃德斌     | 郭錦安（反）              |                     |                       |                        |                       |                         |  |
| 郭卓樺     | 歐健全                    |                     |                       |                        |                       |                         |  |
| 楚 原      | 程守忠                    |                     |                       |                        |                       |                         |  |
| 马海伦     | 何金梅                    |                     |                       |                        |                       |                         |  |
| 夏 萍      | 李桂蓮                    |                     |                       |                        |                       |                         |  |
| 夏 萍      | 蔡玉蘭                    |                     |                       |                        |                       |                         |  |
| 夏 雨      | 卫英雄（车）              |                     |                       |                        |                       |                         |  |
| 康 华      | 王慰心                    |                     |                       |                        |                       |                         |  |
| 康 华      | 容小丽                    |                     |                       |                        |                       |                         |  |
| 康 华      | 王素心（酒）              |                     |                       |                        |                       |                         |  |
| 王俊棠     | 聂世官（反）              |                     |                       |                        |                       |                         |  |
| 王俊棠     | 张子贵（反）              |                     |                       |                        |                       |                         |  |
| 王俊棠     | 李大軍（反）              |                     |                       |                        |                       |                         |  |
| 王俊棠     | 麥耀東（反）              |                     |                       |                        |                       |                         |  |
| 李成昌     | 鲍顶天（警）              |                     |                       |                        |                       |                         |  |
| 李成昌     | 金海東（反）              |                     |                       |                        |                       |                         |  |
| 马德钟     | 梁向东（警）              |                     |                       |                        |                       |                         |  |
| 邓一君     | 童家辉（警）              |                     |                       |                        |                       |                         |  |
| 邵传勇     | 欧志强（警）              |                     |                       |                        |                       |                         |  |
| 歐瑞偉     | 黎大兵（警）              |                     |                       |                        |                       |                         |  |
| 林颖彤     | 方小乔（警）              |                     |                       |                        |                       |                         |  |
| 赵永洪     | 鍾一典（警）              |                     |                       |                        |                       |                         |  |
| 黄建东     | 李志隆（警）              |                     |                       |                        |                       |                         |  |
| 张彦博     | 马启凡（警）              |                     |                       |                        |                       |                         |  |
| 趙靜儀     | 馬小玲                    |                     |                       |                        |                       |                         |  |
| 趙靜儀     | 梁美珍                    |                     |                       |                        |                       |                         |  |
| 趙靜儀     | 張曼琪                    |                     |                       |                        |                       |                         |  |
| 趙靜儀     | 謝美琪                    |                     |                       |                        |                       |                         |  |
| 李子奇     | 何一正                    |                     |                       |                        |                       |                         |  |
| 李岡龍     | 鄭吉祥                    |                     |                       |                        |                       |                         |  |
| 魯振順     | 李Sir（警）               |                     |                       |                        |                       |                         |  |
| 魯振順     | 梁Sir（警）               |                     |                       |                        |                       |                         |  |
| 馬蹄露     | 朱少芬（警）              |                     |                       |                        |                       |                         |  |
| 蔡康年     | 陳志聰（反）              |                     |                       |                        |                       |                         |  |
| 張慧儀     | 蔣天穎（反）              |                     |                       |                        |                       |                         |  |
| 麥長青     | 成展才（反）              |                     |                       |                        |                       |                         |  |
| 江 暉      | 江偉豪（警）、（卧）      |                     |                       |                        |                       |                         |  |
| 麥嘉倫     | 李 超                     |                     |                       |                        |                       |                         |  |
| 麥嘉倫     | 花 弗（警）               |                     |                       |                        |                       |                         |  |
| 麥嘉倫     | Billy（警）               |                     |                       |                        |                       |                         |  |
| 艾 威      | 張 劑                     |                     |                       |                        |                       |                         |  |
| 艾 威      | 鄧劍豪                    |                     |                       |                        |                       |                         |  |
| 駱應鈞     | 牛 榮                     |                     |                       |                        |                       |                         |  |
| 駱應鈞     | 彭建國                    |                     |                       |                        |                       |                         |  |
| 關 菁      | 文 叔                     |                     |                       |                        |                       |                         |  |
| 關 菁      | 華 叔                     |                     |                       |                        |                       |                         |  |
| 羅 莽      | 張 炮                     |                     |                       |                        |                       |                         |  |
| 羅 莽      | 潘文彬                    |                     |                       |                        |                       |                         |  |
| Joe Junior | 張 標                     |                     |                       |                        |                       |                         |  |
| 駱達華     | 鮑國平 / 翁文成（反）     |                     |                       |                        |                       |                         |  |
| 杜大偉     | 何志剛                    |                     |                       |                        |                       |                         |  |
| 杜大偉     | 宋子傑                    |                     |                       |                        |                       |                         |  |
| 古明華     | 張明華                    |                     |                       |                        |                       |                         |  |
| 古明華     | 梁永勝                    |                     |                       |                        |                       |                         |  |
| 韦家雄     | 郑忠信（反）              |                     |                       |                        |                       |                         |  |
| 韦家雄     | 莫偉賢（反）              |                     |                       |                        |                       |                         |  |
| 洪永城     | 張耀忠（反）              |                     |                       |                        |                       |                         |  |
| 邓佩仪     | 许千盈                    |                     |                       |                        |                       |                         |  |
| 海俊杰     | 梁兆希（警）              |                     |                       |                        |                       |                         |  |
| 赵希洛     | 谢婉仪                    |                     |                       |                        |                       |                         |  |
| 郑俊弘     | 程百強（反）              |                     |                       |                        |                       |                         |  |
| 潘志文     | 錢順潮（反）              |                     |                       |                        |                       |                         |  |
| 陳庭欣     | 關莎黛                    |                     |                       |                        |                       |                         |  |
| 刘佩玥     | 卓依婷（警）              |                     |                       |                        |                       |                         |  |
| 馬國明     | 警察餐廳員工 / 男明星     |                     |                       |                        |                       |                         |  |
| 馬國明     | 銀行職員 / 拆彈專家（警） |                     |                       |                        |                       |                         |  |
| 馬國明     | Andy                      |                     |                       |                        |                       |                         |  |
| 馬國明     | 林英華                    |                     |                       |                        |                       |                         |  |
| 胡鴻鈞     | 紀博俊                    |                     |                       |                        |                       |                         |  |
| C 君       | 畢華瀟                    |                     |                       |                        |                       |                         |  |

## 統計
- 由於《陀枪师姐》每部劇情都有少许的改動，因此一些主角也無法在全部四輯(第五輯除外)都出現，但卻有四位演員竟然不約而同地在四輯亦有份演出(第五輯除外)，角色方面亦有很大改動：

| 演員   | 角色   | 關係 | 出场輯數 |
| 王俊棠 | 聂世官 | 面具贼王 阿郎好兄弟 被袁小碧、阮文明、羅耀宗、張標陷害殺人而入獄 于第16集殺害阮文明、羅耀宗 于第17集殺害張標 陷害陈小生殺害張標 于第20集绑架朱素娥、陈三元 与同集原想推陈小生以杀人灭口，却因为失足滑倒，最后后部被钉口刺穿而死 與葉繼歡諧音 | I        |
| 王俊棠 | 张子贵 | 大富貴 永年電影公司股東之一 蒲勇之好友兼同谋 綁架徐天福 于第32集遭炸彈炸死 | II       |
| 王俊棠 | 李大軍 | 械劫集團首領 冼翠兒舊情人 殺死冼翠兒、鄧劍豪之凶手 於第32集被捕 | III      |
| 王俊棠 | 麥耀東 | 靓仔东 前黑社會旺角話事人 紅星卡拉OK老闆 蔣天穎死對頭 于第18集被程峰槍殺身亡 | IV       |
| 趙靜儀 | 馬小玲 | 健身中心老板 鍾正良之前女友 | I        |
| 趙靜儀 | 梁美珍 | 軍佬之妻 育德小學老師 少女時曾遭豐年騙色 | II       |
| 趙靜儀 | 張曼琪 | Maggie 榮兆佳之前女友兼助手 要挟榮兆佳与其结婚 於第28集被榮兆佳错手推至玻璃台身亡并埋尸 | III      |
| 趙靜儀 | 謝美琪 | Maggie 星月娛樂之員工 錢珊珊之秘書 任重遠之女友 于第40集因隐瞒案情而被判妨碍司法公正并入狱 | IV       |
| 麥嘉倫 | 李 超  | 通缉犯 李永仁之子 于第12集被朱素娥、陳三元聯手逮捕 | I        |
| 麥嘉倫 | 花 弗  | 衝鋒隊成員 李Sir、朱素娥下屬 于第4集被葉長勝枪杀 | II       |
| 麥嘉倫 | Billy  | 李Sir、陳三元下屬 | III、IV  |
| 葉振聲 | Joe    | 警察 郭Sir、陳小生下屬 | I、II    |
| 葉振聲 | 黑 仔  | 李Sir、陳三元下屬 | III、IV  |

## 劇集歌曲
以下所有影視歌曲都是收錄自《陀槍師姐系列》中所作的電視劇之歌曲：
| 名稱             | 主題曲                           | 插曲／片尾曲                                          |
| 《陀槍師姐》     | 《女人本色》（主唱：鄭秀文）     | /                                                     |
| 《陀槍師姐II》   | 《另類男女》（主唱：鄭秀文）     | 《I Wanna Fly》（主唱：鄭秀文）                       |
| 《陀槍師姐III》  | 《人間定格》（主唱：鄭秀文）     | 《就是為了》（主唱：鄭秀文）                          |
| 《陀槍師姐IV》   | 《超速駕駛》（主唱：鄭秀文）     | 《落錯車》（主唱：鄭秀文）                            |
| 《陀槍師姐2021》 | 《我不想別離》（主唱：王灝兒JW） | 《習慣》（主唱：谷婭溦） 《敢愛敢恨》（主唱：戴祖儀） |

## 每部收視

### 全辑系列
| 輯數 | 平均   | 最高   | 首周   | 結局周 | 備註                                                     |
| I    | 35點   | 43點   | 33點   | 38點   | 1998年度無綫電視劇收視亞軍                               |
| II   | 36點   | 47點   | 32點   | 39點   | 2000年度無綫電視劇收視亞軍 無綫電視歷年電視劇收視率第5名 |
| III  | 33點   | 39點   | 33點   | 34點   | 2001年度無綫電視劇收視季軍                               |
| IV   | 30點   | 35點   | 29點   | 31點   | 2004年度無綫電視劇收視第五名                             |
| V    | 22.8點 | 25.8點 | 24.3點 | 25.8點 | 2021年度無綫電視劇收視第八名                             |

### 第一辑
以下為該劇於香港無綫電視翡翠台之收視紀錄：
| 週次 | 集數  | 日期                  | 平均收視            | 收視百分比 |
| ---- | ----- | --------------------- | ------------------- | ---------- |
| 1    | 01-05 | 1998年7月6日-7月10日  | 33點（198.4萬觀眾） | 82%        |
| 2    | 06-10 | 1998年7月13日-7月17日 | 34點（202.8萬觀眾） | 82%        |
| 3    | 11-15 | 1998年7月20日-7月24日 | 37點（221.2萬觀眾） | 85%        |
| 4    | 16-20 | 1998年7月27日-7月31日 | 38點（227.9萬觀眾） | 85%        |

### 第四辑
以下為本劇於香港無綫電視翡翠台之收視紀錄：
| 週次 | 集數  | 日期                  | 平均收視 | 最高收視 |
| 1    | 01-05 | 2004年2月16日-2月20日 | 29點     | 31點     |
| 2    | 06-10 | 2004年2月23日-2月27日 | 29點     |          |
| 3    | 11-15 | 2004年3月1日-3月5日   | 28點     |          |
| 4    | 16-20 | 2004年3月8日-3月12日  | 28點     |          |
| 5    | 21-25 | 2004年3月15日-3月19日 | 29點     |          |
| 6    | 26-30 | 2004年3月22日-3月26日 | 31點     |          |
| 7    | 31-35 | 2004年3月29日-4月2日  | 30點     |          |
| 8    | 36-40 | 2004年4月5日-4月9日   | 31點     |          |
| 1-8  | 全剧  | 2004年2月16日-4月9日  | 29點     |          |

### 第五辑
本劇於香港無綫電視翡翠台及myTV SUPER七日跨平台總收視之紀錄：
| 週次 | 集數   | 日期                         | 平均收視 | 最高收視 | 備註                           |
| 1    | 1－5   | 2021年1月25日－2021年1月29日 | 23.4點   | 24.3點   | 第1、2集七天跨平台總收視24.3點 |
| 2    | 6－10  | 2021年2月1日－2021年2月5日   | 22.4點   | 22.8點   | 第9集七天跨平台總收視22.8點    |
| 3    | 11－15 | 2021年2月8日－2021年2月12日  | 22.3點   | 23.2點   | 第11集七天跨平台總收視23.2點   |
| 4    | 16－20 | 2021年2月15日－2021年2月19日 | 21.9點   | 22.6點   | 第17集七天跨平台總收視22.6點   |
| 5    | 21－25 | 2021年2月22日－2021年2月26日 | 22.9點   | 24.0點   | 第24集七天跨平台總收視24.0點   |
| 6    | 26－30 | 2021年3月1日－2021年3月5日   | 23.6點   | 25.8點   | 第30集七天跨平台總收視25.8點   |
| 全劇 | 全劇   | 全劇                         | 22.8點   | 25.8點   |                                |

## 重播
此系列第一輯曾於2007年2月23日、2013年10月2日在翡翠台重播，2013年6月22日在TVB星河頻道（前四輯），2017年10月2日在TVB經典台重播（前兩輯）。此系列第二輯曾於2002年9月及第三、四輯2009年3月至7月在翡翠台重播（後三輯）。馬來西亞版TVB經典台分別在2021年5月15日、6月5日、7月11日及8月21日重播前四輯。

## 軼事
- 此系列是滕麗名繼《陀槍師姐系列》全辑中飾演陳三元一角，亦是唯一橫跨五輯的「陀槍師姐」。而滕麗名本為此劇女主角，但其後因於日本滑雪受傷，一年內均不能有太大動作，而一度想辭演，在監製方駿釗挽留下決定繼續參演，但因身體健康問題而需修改劇本及減少戲份，（例如當中陳三元打泰拳的戲份被刪除，第5－26集陳三元更離開香港），因此成為一位戲份極少的第二女主角，亦因此《陀槍師姐2021》甚少女角持槍（陀槍）的情節，與本劇名稱不符。
- 此系列是李成昌繼《陀槍師姐系列》全辑參演《陀槍師姐系列》劇集，唯其角色與前四輯《陀槍師姐系列》內的警長角色沒有關連。
- 前四輯《陀槍師姐系列》的主題曲及插曲等均由鄭秀文主唱，惟此劇主題曲、片尾曲及插曲已換成無綫旗下星夢娛樂的歌手王灝兒JW、谷婭溦及戴祖儀主唱。
- 此系列有五輯，但第五輯是剛剛出新劇，馬來西亞版TVB經典台無法重播第五輯。
- 陳三元的家僅出現第一輯至第四輯，但第五輯並沒有出現陳三元的家，猜測可能在陳三元的家搬遷到哪兒，暫時未知。
- 此系列是王俊棠無參與拍攝《陀槍師姐系列》第五辑劇集的原班現職無綫電視演員，在前四輯均飾演反派。
- 此系列是王俊棠在前三輯均飾演最終大反派；而在第四輯中雖然他也有飾演反派，並非是飾演最終大反派，而是麥長青飾演最终大反派；在第五輯他無法參演飾演反派，而是洪永城飾演最終大反派。

## 相關系列/節目
- 刑事偵緝檔案系列（1995 - 1999年）
- 反黑先鋒（1999年）
- 爭分奪秒（2004年）
- 學警系列（2005 - 2011年）
- 原來愛上賊（2008年）
- 刑警（2010年）
- 神鎗狙擊（2013年）
- 使徒行者系列（2014 - 2020年）
- 鐵馬戰車（2016年）
- 雜警奇兵（2017年）
- 飛虎系列（邵氏兄弟）（2018 - 2022年）
- 鐵探（2019年）
- 機場特警（2020年）
- 伙記辦大事（2021年）
- 逆天奇案（2021年）
- 刑偵日記（2021年）
- 把關者們（2021年）
- 廉政狙擊（2023年）
- 隱形戰隊（2023年）

## 外部連結
- 無綫電視官方網頁 - 陀槍師姐
- 無綫電視官方網頁 - 陀槍師姐II
- 無綫電視官方網頁 - 陀槍師姐III
- 無綫電視官方網頁 - 陀槍師姐IV
- 無綫電視官方網頁 - 陀槍師姐2021 （页面存档备份，存于）